# Atac a Mogadiscio d'octubre de 2017
L'Atac a Mogadiscio d'octubre de 2017 va tenir lloc el 14 d'octubre de 2017, quan es va produir una forta explosió d'un camió a Mogadiscio, la capital de Somàlia. L'atac va deixar com a mínim 237 morts i va ferir més de 300 persones. L'Hotel Safari va quedar completament derruït i l'edifici de l'ambaixada de Qatar fou severament afectat. Una segona bomba el mateix dia va matar dues persones al districte de Madina. Es considera l'atac bomba més mortífer de la història de Somàlia. No es coneix la identitat de l'atacant i cap grup n'ha reclamat l'autoria.

## Desenvolupament
L'atac va tenir lloc en un dels principals carrers comercials de la capital somalí, coneguda amb el nom de Kilòmetre 5. És per això que es creu que la major part de morts són civils, principalment venedors ambulants i gent que passejava per la zona. A data 15 d'octubre Al-Xabab, filial d'Al Qaeda a la zona des de 2012, encara no n'havia reclamat autoria.